# Université Chouaib Doukkali
 (mai 2013).
Si vous disposez d'ouvrages ou d'articles de référence ou si vous connaissez des sites web de qualité traitant du thème abordé ici, merci de compléter l'article en donnant les références utiles à sa vérifiabilité et en les liant à la section « Notes et références ».
L'université Chouaib Doukkali (UCD) est une université publique marocaine, créée en 1985 au cœur de la ville d'El Jadida. Elle a commencé par deux établissements universitaires: la Faculté des Sciences et la Faculté des Lettres et des Sciences Humaines. Aujourd'hui, l'Université se compose de six établissements universitaires. La Faculté Polydisciplinaire a été créée en 2004, l'École Nationale de Commerce et de Gestion (ENCG) en 2006, l'École Nationale des Sciences Appliquées (ENSA) en 2008 et l'École Supérieure de Technologie (EST) en 2016, L'école supérieure d'Éducation et de Formation(ESEF) en 2019
Trois établissements universitaires sont d'accès ouvert (sans concours d'entrée) et trois autres (ENCG, ENSA et EST) sont à accès régulé par voie de concours.
L'UCD est classée 113 d
ans le classement régional 2016 des universités arabes (U.S.News & World Report).

## Qui est Chouaib Doukkali
L’université porte le nom d’une illustre personnalité marocaine du XXe siècle. Cheikh Abou Chouaïb Doukkali est un savant et résistant marocain (1878-1937) connu pour avoir participé à la propagation des idées réformistes de la Nahda au Maroc et comme un pionnier du mouvement indépendantiste. Il a exercé les fonctions de ministre de la justice et de l’enseignement et a effectué un long séjour au Moyen-Orient où il a acquis une grande notoriété. 

## Mission
En référence à l’article 3 de la loi 01-00, portant organisation de l’enseignement supérieur, l’université a pour principales missions :
- La contribution au renforcement de l’identité islamique et nationale ;
- La formation initiale et la formation continue ;
- Le développement et la diffusion. du savoir, de la connaissance et de la culture;
- Préparation des jeunes à l’insertion dans la vie active notamment par le développement du savoir-faire ;
- Recherche scientifique et technologique ;
- Réalisation d’expertises ;
- Contribution au développement global du pays ;
- Contribution à la promotion des valeurs universelles

## Organisation
L'université est composée de six établissements :
- La Faculté des Lettres et des Sciences Humaines[1];
- La Faculté des Sciences[2];
- La Faculté des sciences juridiques, économiques et sociales[3];
- L'École Nationale de Commerce et de Gestion[4];
- L'École Nationale des Sciences Appliquées[5];
- L'École Supérieure de Technologie de Sidi Bennour[6]
- La Faculté Polydisciplinaire de Sidi Bennour[7]

### Faculté des sciences
La Faculté des sciences offre des formations de qualité et développe des activités de recherche en synergie avec les besoins socio-économiques au niveau régional et national.

### Faculté des lettres et des sciences humaines
La faculté des lettres et des sciences humaines se situe sur la route secondaire menant au fils de la nouvelle Maachou, et occupe une superficie de 10 849 m2 qui est d'environ 5 hectares.
Elle dispense des formations multidisciplinaires et œuvre pour la mise en place des autres formations novatrices. Des formations professionnelles variées dans les domaines du social et du tourisme sont proposées. Elle couvre des domaines larges comme la littérature, les sciences humaines et les sciences sociales dont la demande en hauts et moyens cadres est en constante évolution.Elle offre des formations en licence fondamentale et professionnelle, Master et Master spécialisé dans huit départements :
1. Département langue et études arabes
2. Département Langue et littératures Françaises
3. Départements langues et études anglaises
4. Département études islamiques
5. Département Histoire
6. Département géographie
7. Département Philosophie, sociologie et psychologie
8. Langue et communication[9]

### Faculté des sciences juridiques, économiques et sociales
Dans le cadre de sa politique de formation, la Faculté Polydisciplinaire adopte comme axe stratégique l’ouverture sur le milieu socioéconomique à travers un ciblage de cursus professionnels en sciences du management, répondant à des besoins réels du marché de l’emploi en compétences, et tenant compte des impératifs du développement régional et national. Elle se veut également un établissement ouvert à l’international, avec des partenariats fructueux et féconds, à même d’améliorer la valeur ajoutée des profils de formation et l’employabilité des lauréats.

### École nationale de commerce et de gestion
L’ENCG d’El Jadida a pour vocation de former des cadres de haut niveau opérationnels dans les domaines des sciences de la gestion et du commerce pour répondre aux besoins du marché de l’emploi et accompagner le développement économique à l’échelle régionale et nationale

### École nationale des sciences appliquées
L’ENSA d’El Jadida a pour vocation de former des ingénieurs de haut niveau opérationnels dans les domaines des sciences et techniques pour répondre aux besoins du marché de l’emploi et accompagner le développement économique à l’échelle régionale et nationale

### L'École Supérieure de Technologie de Sidi Bennour
L’Ecole Supérieure de Technologie Sidi Bennour (ESTSB) est un établissement public d’enseignement supérieur à finalité de formation des Techniciens Supérieurs. Elle a été créée en Août 2016 par le Ministère de l’Enseignement Supérieur, de la Formation des Cadres et de la Recherche Scientifique du Royaume du Maroc. L’ESTSB est une composante de l’Université Chouaib Doukkali d’El Jadida. Sa vocation est de former des Techniciens Supérieurs polyvalents, hautement qualifiés et immédiatement opérationnels après leur sortie de l’Ecole en tant que collaborateurs d’ingénieurs et de managers. Sont admis à l’ESTSB, les bacheliers de l’enseignement secondaire technique, scientifique et tertiaire. L’admission à l’Ecole (au de Diplôme Universitaire de Technologie « DUT ») se fait par voie de sélection par ordre de mérite après une présélection sur la base des notes obtenues au baccalauréat. Les candidats doivent être âgés de 22 ans au plus au 31 décembre de l’année du concours et doivent déposer leurs dossiers de pré-inscription avant le 30 juin de chaque année universitaire.

## L'université en chiffres
Au titre de l’année 2017-2018, l’université Chouaïb Doukkali compte :
- 6 établissements ;
- 23 209 étudiants ;
- 566 enseignants ;
- 247 personnels administratifs ;
- 2376 lauréats;